# 拝金聖者我が街を進まん
「拝金聖者我が街を進まん」（はいきんせいじゃわがみちをすすまん）は、畑亜貴の5枚目のシングル。2010年12月21日にMellow Headから発売された。

## 概要
前作「断崖の己惚れ屋」から1年ぶりのリリース。本作のテーマは「怒り」であり、畑はこの事について「最初は「野蛮なエロス」をテーマに書いていたんですが、過激すぎてたのでNGにした。エロスの山は登ってしまったので、作りなおすにあたって、「怒り」という山が登りやすかった」とコメントしており、内容が資本主義に対する批判であることから「仕事のなかで「こういうのやりたいよね」「でも、お金がね……」みたいに、お金を言い訳にするのは嫌だった」という。カップリング「挙句に炎で清くなれ」は違法ダウンロードに対する批判を歌ったもの。

## 批評
CDジャーナルは「アッパーでファンタジーな曲に乗せて奥ゆかしいヴォーカルを披露するが、世論に疑問を投じる詞世界は強烈なアイロニーに満ちている」と評した。

## 収録曲

### CD
1. 拝金聖者我が街を進まん
作詞・作曲：畑亜貴、編曲：加藤達也
2. 挙句に炎で清くなれ
作詞・作曲：畑亜貴、編曲：加藤達也
3. 拝金聖者我が街を進まん（instrumental）
4. 挙句に炎で清くなれ（instrumental）

### DVD
1. 拝金聖者我が街を進まん（MUSIC CLIP）